# Asociación Musulmana del Littorio
La Asociación Musulmana del Littorio (en italiano: Associazione Musulmana del Littorio, AML) se creó en 1939 como la rama musulmana del Partido Nacional Fascista de Italia. Se encontró principalmente y en gran parte en la Libia italiana. Fue disuelta por los Aliados durante la invasión de Italia en 1943.

## Historia

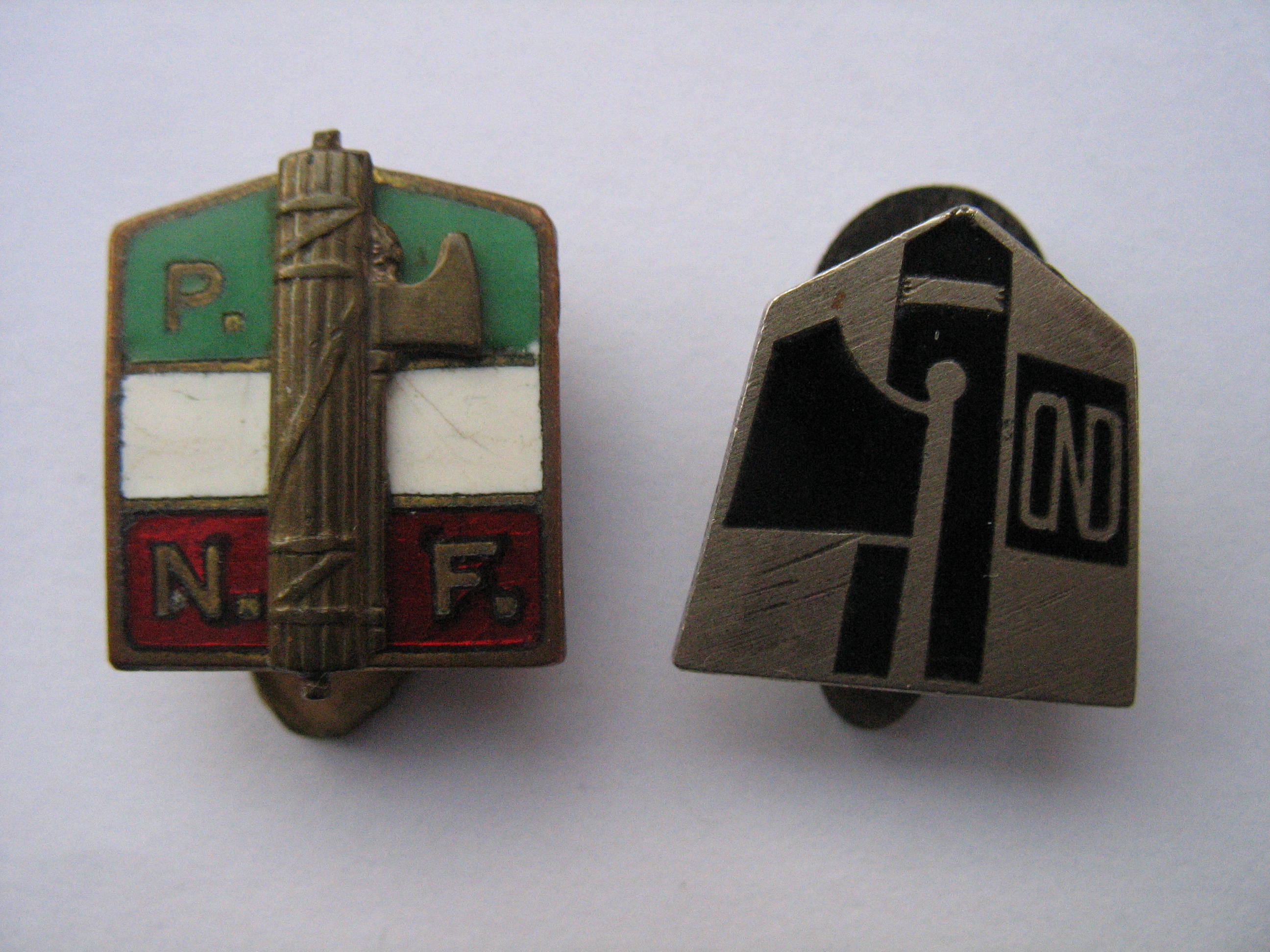
Decoraciones fascistas utilizadas por la Asociación Musulmana del Littorio.

La "Associazione mussulmana del Littorio" fue fundada por el gobernador general italiano en Libia, Italo Balbo, el 9 de enero de 1939.
Esta "Cittadinanza Italiana Speciale" (ciudadanía especial italiana) fue creada para los libios indígenas solo dentro de Libia (no podían migrar a Italia propiamente dicha forma de ciudadanía) que se alegaba como un gesto de agradecimiento por el apoyo militar recibido por 9000 libios nativos en la conquista italiana de Etiopía en 1936. Posteriormente se aprobaron leyes que permitieron a los libios indígenas unirse al Partido Nacional Fascista y, en particular, a la Asociación Musulmana del Littorio.
La asociación corresponsal de AML para jóvenes en la Libia italiana se llamaba Juventudes Árabes del Littorio.